# Macropygia
Genre
Macropygia est un genre de colombes appartenant à la famille des Columbidae. Il regroupe quinze espèces.

## Liste des espèces
D'après la classification de référence (version 15.1, 2025) du Congrès ornithologique international (ordre phylogénique) :
- Macropygia unchall – Phasianelle onchall
- Macropygia amboinensis – Phasianelle d'Amboine
- Macropygia doreya – Phasianelle sultane
- Macropygia emiliana – Phasianelle rousse
- Macropygia cinnamomea – Phasianelle d'Enggano
- Macropygia modiglianii – Phasianelle de Modigliani
- Macropygia magna – Grande Phasianelle
- Macropygia timorlaoensis – Phasianelle des Tanimbar
- Macropygia macassariensis – Phasianelle de Wallace
- Macropygia tenuirostris – Phasianelle des Philippines
- Macropygia phasianella – Phasianelle brune
- Macropygia rufipennis – Phasianelle des Nicobar
- Macropygia nigrirostris – Phasianelle barrée
- Macropygia mackinlayi – Phasianelle de Mackinlay
- Macropygia ruficeps – Phasianelle à tête rousse